# Aubigny (Allier)
Aubigny település Franciaországban, Allier megyében. Lakosainak száma 146 fő (2022. január 1.). Aubigny Agonges, Bagneux, Couzon, Saint-Léopardin-d’Augy, Villeneuve-sur-Allier, Chantenay-Saint-Imbert és Tresnay községekkel határos.

## Népesség
A település népességének változása:
| Lakosok száma | 151  | 100  | 101  | 118  | 153  | 140  | 139  | 135  | 136  | 146  |
|               | 1968 | 1982 | 1990 | 2006 | 2013 | 2015 | 2017 | 2019 | 2020 | 2022 |